# Broken Wings (Mr. Mister)
Broken Wings è un singolo del gruppo musicale statunitense Mr. Mister, pubblicato il 25 settembre 1985 come primo estratto dal secondo album in studio Welcome to the Real World.
Il brano raggiunse il primo posto della Billboard Hot 100 nel dicembre dello stesso anno, mantenendolo per due settimane consecutive. Fu il primo di due singoli del gruppo capaci di scalare la vetta della classifica americana, l'altro è Kyrie.

## Descrizione
La canzone è stata co-scritta dal paroliere John Lang, ispirato da un libro chiamato Broken Wings (in italiano Ali spezzate) pubblicato da Kahlil Gibran. La canzone fa ampio uso di synth e delay. Il sibilante intro del brano era un effetto creato dal suono di un piatto crash suonato in senso inverso.
La canzone è stata nominata per il Grammy Award alla miglior interpretazione vocale di gruppo nel 1986.

## Video musicale
Il videoclip della canzone è stato diretto da Oley Sassone e girato in bianco e nero. Il protagonista è Richard Page che guida nel deserto a bordo di una vecchia Ford Thunderbird. Durante il video, Page viene seguito da una poiana di Harry, con cui si scambia più volte lo sguardo. La band al completo appare inoltre in alcune scene mentre esegue la canzone.

## Tracce[6]
7" single
1. Broken Wings (versione singolo) – 4:29
2. Uniform of Youth – 4:25

12" single
1. Broken Wings (versione album) – 5:45
2. Uniform of Youth – 4:25
3. Welcome to the Real World – 4:18

## Classifiche
| Classifica (1985/86)             | Posizione massima |
| -------------------------------- | ----------------- |
| Australia                        | 4                 |
| Austria                          | 17                |
| Belgio (Fiandre)                 | 2                 |
| Canada                           | 1                 |
| Germania                         | 8                 |
| Irlanda                          | 3                 |
| Italia                           | 7                 |
| Norvegia                         | 4                 |
| Nuova Zelanda                    | 13                |
| Paesi Bassi                      | 2                 |
| Regno Unito                      | 4                 |
| Spagna                           | 13                |
| Stati Uniti                      | 1                 |
| Stati Uniti (mainstream rock)    | 4                 |
| Stati Uniti (adult contemporary) | 3                 |
| Svezia                           | 14                |
| Svizzera                         | 4                 |

## Nella cultura di massa

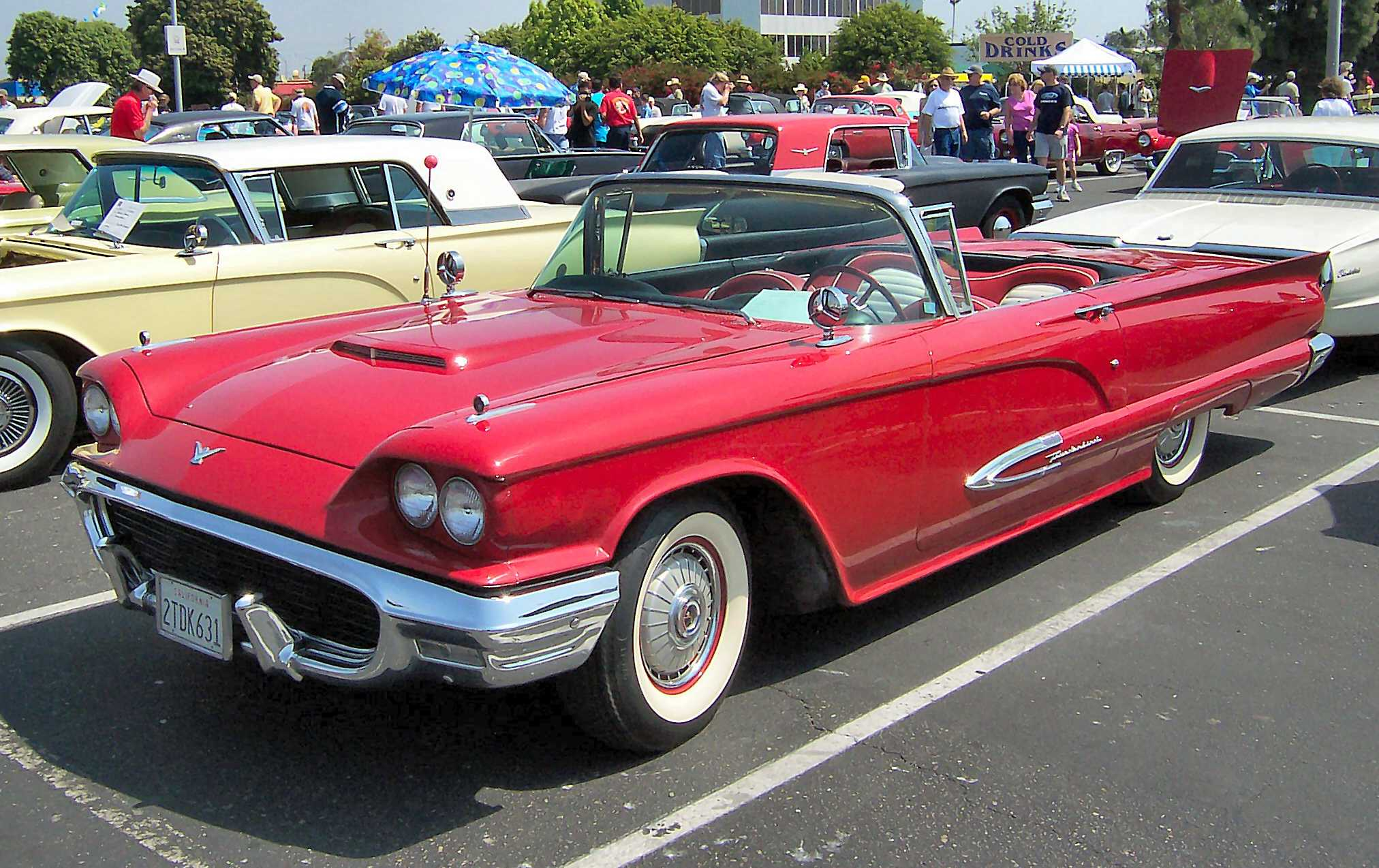
Il modello di Ford Thunderbird utilizzato nel video

- Nel 1992, è stata reinterpretata da Mayte Garcia, ex-moglie di Prince.
- Nel 1995, è stata reinterpretata da John Tesh.
- Nel 2001, è stata campionata nel brano Until the End of Time dall'omonimo album postumo di Tupac Shakur.
- Nel 2001, è stata campionata nella traccia finale dell'album Broken Silence di Foxy Brown.
- Nel 2002, è stata inserita nel videogioco Grand Theft Auto: Vice City sulla fittizia stazione radio Emotion 98.3 e nella scena iniziale del gioco.
- Nel 2004, Richard Cheese ha eseguito il brano dal vivo a Las Vegas per il suo album I'd Like a Virgin.
- Nel 2005, Rick Springfield ha registrato la canzone nel suo album di cover The Day after Yesterday in duetto con Richard Page.
- Nel 2006, è stata reinterpretata da Clay Aiken per il suo album A Thousand Different Ways.
- Nel 2006, Joe Budden ha utilizzato la base della canzone per un freestyle.
- Nel 2007, è stata reinterpretata dal supergruppo finlandese Northern Kings per il loro primo album Reborn.
- Nel 2010, è stata reinterpretata da Jason Donovan.
- Nel 2013, è stata reinterpretata dal gruppo progressive metal danese Anubis Gate.